# 우치다 도시히로
우치다 도시히로(일본어: 内田 利広, 1972년 8월 12일 ~ )는 일본의 전 축구 선수이다.

## 구단 경력
1995년 J1리그의 나고야 그램퍼스 에이트에 입단했다. 1997년 세레소 오사카로 이적했다. 2000년까지 66경기에 출전하여, 1득점을 넣었다. 2000년후 현역 은퇴.